# 加井岛
加井岛，位于中国海南省万宁市南部石梅湾海域，距石梅湾海岸约1.5公里，北距万宁市区30公里，面积为0.14平方公里，海岸线长约2公里。整个岛屿由岩石组成，表层为红粘土，岛上植被繁茂，西岸有一片沙带，近岸海底有珊瑚礁生长，岛周围水深15～23米，水质优良。该岛目前属于“华润·石梅湾九里”项目，是中国国内目前惟一的开发商具有私属产权的岛屿。